# Gilbert Collection
Gilbert Collection byla vytvořena anglickým obchodníkem sirem Arthurem Gilbertem, který vydělal značné prostředky při obchodování v Kalifornii. Původně se zajímal o stříbro a tak shromáždil obrovskou sbírku dekorativních předmětů, kterou věnoval roku 1996 britskému národu. V současné době je tato sbírka vystavována v Somerset House v Londýně.
Po desetiletí byla tato sbírka vystavována v Los Angeles County Museum of Art a Arthur Gilberte slíbil, že zde zůstane natrvalo. Přesto, k velkému ohromení a zklamání návštěvníků muzea v Los Angeles, slib zrušil a nechal sbírku přemístit do země svého rodiště. Důvodem byly i spory se správou muzea v Los Angeles o umístění a vystavení jeho sbírky.
Sbírka je vystavena v 17 sálech a obsahuje tyto typy předmětů:
- zlaté skříňky na šňupací tabák barevně zdobené a vykládané drahokamy
- velký počet stříbrných dekorativních předmětů z různých období od Renesance po Viktoriánskou dobu
- zlaté předměty z různých států světa například zlatou konvici z třetího tisíciletí před naším letopočtem
- italskou mozaiku z renesanční Florencie a glazurovanou římskou mikromozaiku – nejrozsáhlejší sbírka v této oblasti na světě
- kolekce více než 100 glazurovaných miniaturních podobizen z 18. a 19. století